# 福島市立岳陽中学校
福島市立岳陽中学校（ふくしましりつ がくよう ちゅうがっこう）は、福島県福島市にある公立中学校である。

## 概要
福島市中心市街地西部を通学区域とし、荒川のほとりに位置する。2020年5月1日現在、15学級377名の児童が在籍する。

## 沿革
- 1947年
  - 4月 - 学校教育法が施行され福島市立森合中学校として創立される（当時は福島県立福島中学校（現在の福島県立福島高等学校）に併設されていた）。
- 1950年
  - 9月 - 福島市立福島第六中学校に校名が変更される。
- 1961年
  - 4月 - 福島市立吉井田中学校が当校と福島市立福島第一中学校にそれぞれ統合され、同時に福島市立岳陽中学校に校名が変更される。
- 1979年
  - 8月13日 - RC造三階建の校舎が竣工する。
- 1987年
  - 10月9日 - 水泳プール（25m×14m 7コース）が竣工する。
- 1989年
  - 2月20日 - 屋内運動場が竣工する。
- 2013年
  - 12月27日 - RC造三階建の校舎が竣工する。

## 教育方針
時を守り
場を清め
礼を正す

## 学校行事
| - 4月 - 5月 - 6月 | - 7月 - 8月 - 9月 | - 10月 - 11月 - 12月 | - 1月 - 2月 - 3月 |

## 生徒会活動・部活動など
運動部
男女バスケットボール部
男女ソフトテニス部
卓球部
サッカー部
野球部
バドミントン部（女子のみ）
バレー部　（女子のみ）
特設部　陸上/水泳等
文化部
科学部
吹奏楽部
コンピュータ部
美術部

## 通学区域[2]
- 中央西地区
  - 太田町
  - 三河北町
  - 三河南町
  - 矢剣町
  - 須川町
  - 野田町（JR奥羽本線より南側）
  - 東中央（一丁目）
  - 南中央（一丁目）
- 吉井田地区
  - 八木田
  - 吉倉
  - 仁井田

## 進学前小学校[3]
- 福島市立清明小学校
- 福島市立三河台小学校
- 福島市立吉井田小学校

## 学区内の主な施設
- JR東日本福島駅西口
- 福島市三河台学習センター
- 福島市吉井田学習センター
- コラッセふくしま
- イトーヨーカドー福島店
- 福島ガス

## 交通
- JR福島駅より約0.8Km、徒歩10分[4]。

## 出身者
- 山口和之（政治家、理学療法士）
- 本田慎之介（元プロサッカー選手）